# Kleine Kerk (Voorhout)
De Kleine Kerk is een protestantse kerk in de Nederlandse plaats Voorhout (provincie Zuid-Holland). De kerk ligt aan de Dr. Aletta Jacobslaan 9 op een hoog kerkhof.
De kerk heeft, evenals de bijbehorende pastorie Boerhaavehuis, de status van rijksmonument.

## Geschiedenis
De kerk is gebouwd in de 14e eeuw. Ze bestaat grotendeels uit het tufstenen koor van de middeleeuwse dorpskerk. In 1809 werd hiervan het schip teruggegeven aan de katholieken, dat door een muur werd afgescheiden van het protestantse gedeelte. Het rooms-katholieke deel werd afgebroken en vervangen door de huidige Sint-Bartholomeuskerk, nadat de toren was uitgebrand door een blikseminslag.
In 1913 werd de kerk uitgebreid, omdat deze te klein was geworden voor de gemeente. Er werd voldoende geld ingezameld en de eerste steen werd gelegd op 12 november 1913 door een 3,5 jaar oud meisje. Op 14 juni 1914 werd de kerk, die was vergroot tot 50 zitplaatsen en voorzien van een gerepareerd dak, feestelijk in gebruik genomen. In 1988 werd de kerk opnieuw gerestaureerd.

## Begraafplaats
Om de kerk in een halve cirkel ligt een begraafplaats met 130 graven, waaronder twee oorlogsgraven. Volgens het kerkarchief is deze begraafplaats tweemaal vergroot.
Op de begraafplaats staat een baarhuisje met een muur, dat eveneens rijksmonument is. De grafstenen van de beroemde Voorhoutse familie Boekhorst liggen onder de houten vloer in de kerk.

## Trivia
- Op zondag 13 december 2008 nam de Kleine Kerk deel aan de actie waarbij om 15.00 uur de klokken werden geluid voor het klimaat
- Koningin Wilhelmina kwam tweemaal naar de kerk, de eerste keer op 9 juli 1916 en hierna nogmaals op 13 augustus 1916.

## Galerij

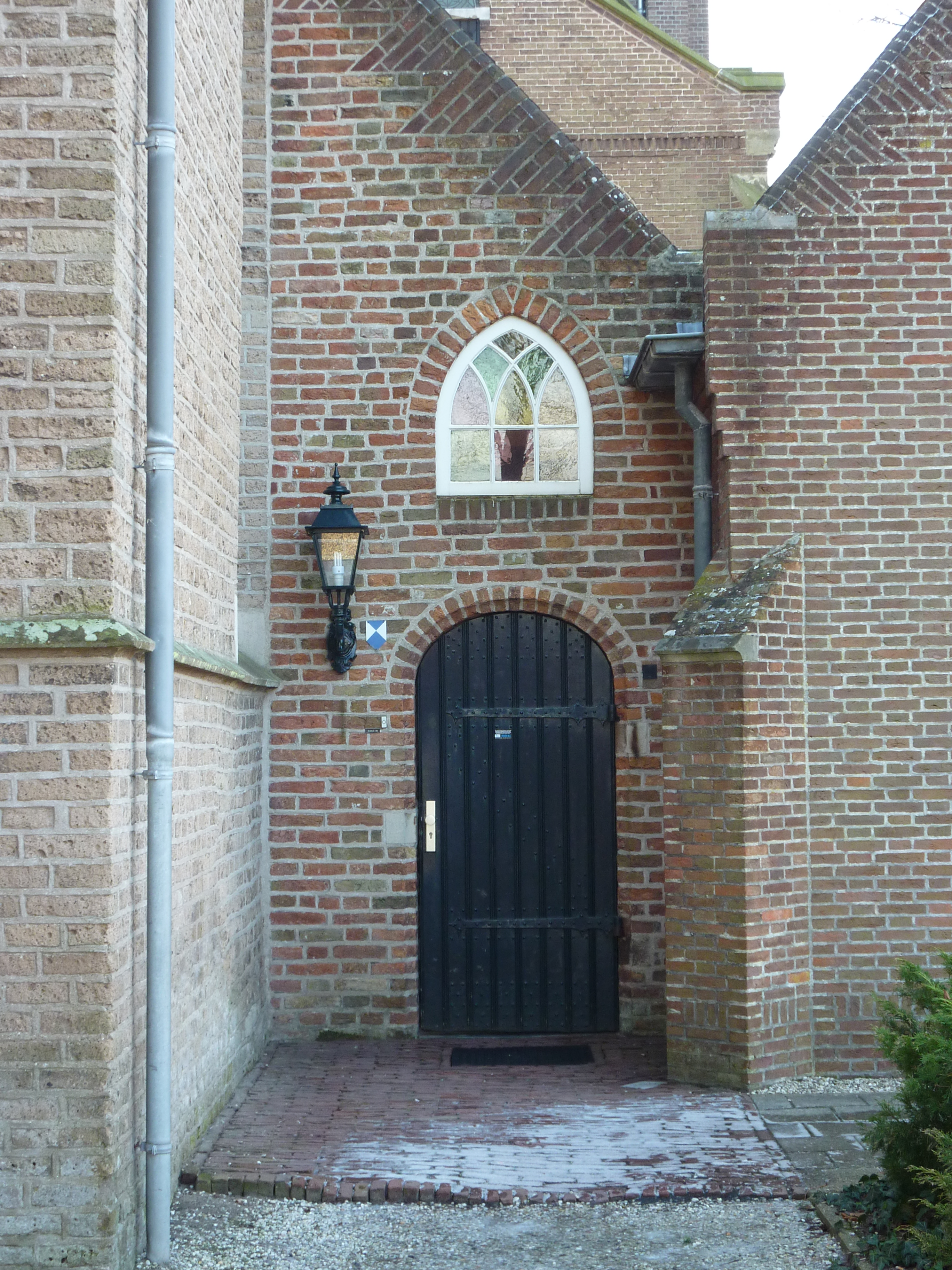
Deur aan de oostzijde
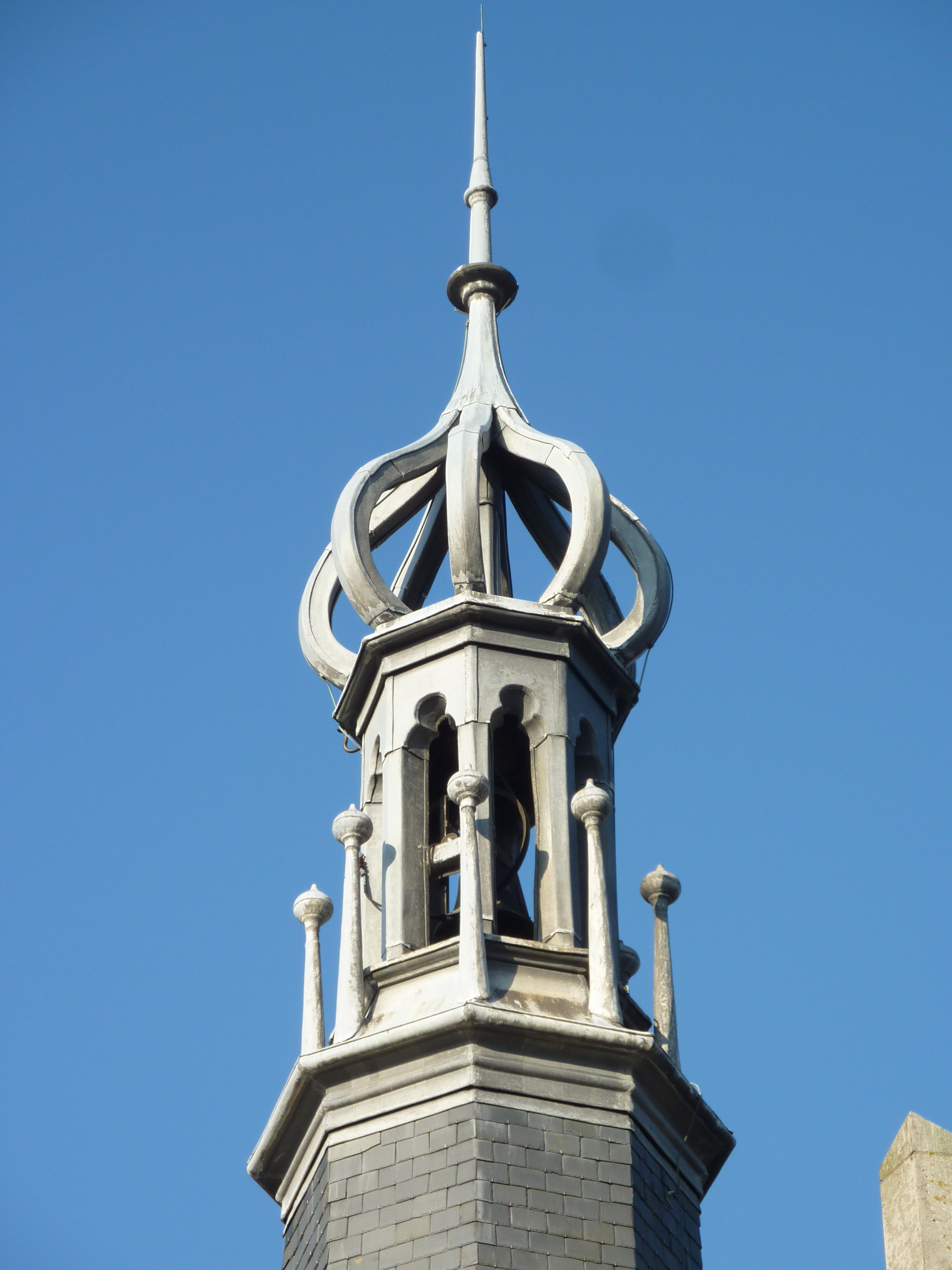
Torentje
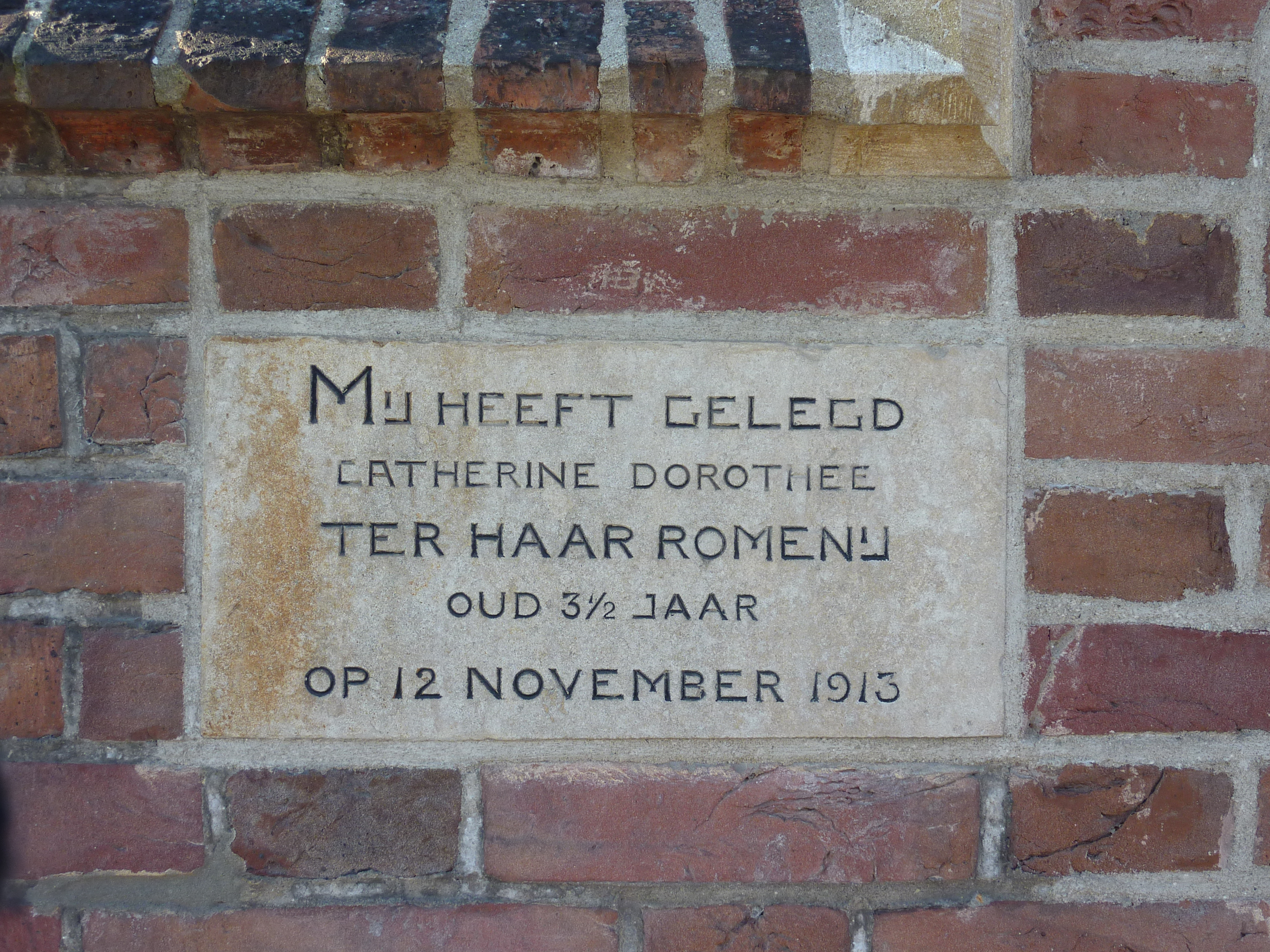
Eerste steen van uitbreiding
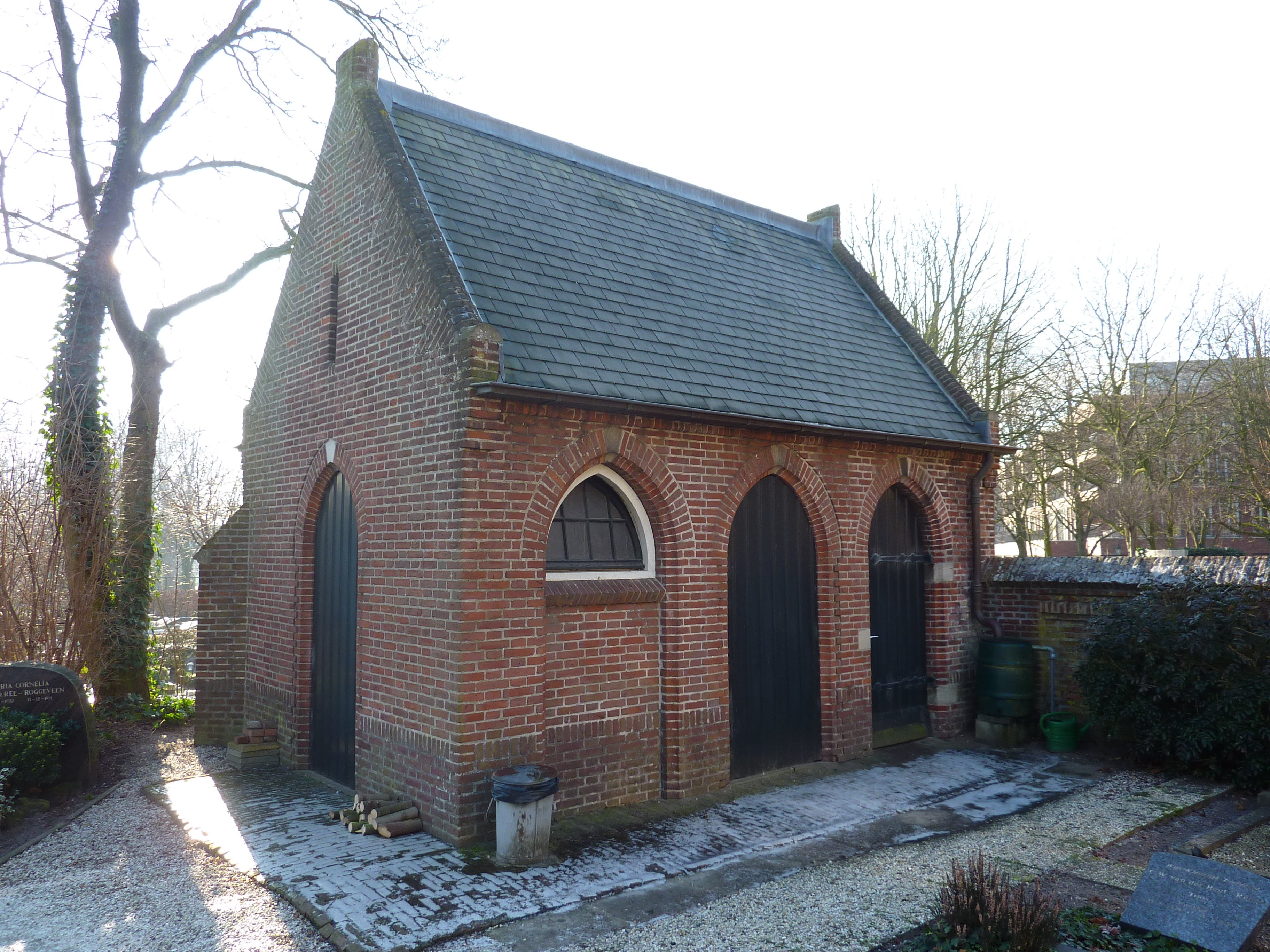
Baarhuisje met muur